# Pediobius atamiensis
Pediobius atamiensis är en stekelart som först beskrevs av William Harris Ashmead 1904.  Pediobius atamiensis ingår i släktet Pediobius och familjen finglanssteklar. Inga underarter finns listade i Catalogue of Life.